# Šijizam
Šijizam (od arapskog: ši`a Ali - Alijeva stranka) je drugi po veličini ogranak islama. Po povijesnom porijeklu šijiti priznaju Muhamedovog rođaka Aliju i njegove potomke za jedine punopravne nasljednike Muhamedove svjetovne i duhovne vlasti (kalifi i imami).
Šijiti vjeruju da je Ali direktni nasljednik i vođa svih muslimana poslije Muhamedove smrti. Suniti vjeruju da je Abu Bekr, prvi kalif poslije Muhameda, dobio zahtjev za vođu nad muslimanima. Razlika u mišljenju koja se dogodila 632. godine i taj događaj je oštro podijelio ove dvije muslimanske tradicije u mnogim njihovim vjerovanjima. Tako npr. šijiti za razliku od sunita nemaju strogu zabranu likovnog prikazivanja Božjeg poslanika Muhameda.
Za razliku od sunita, šijiti smatraju da je Kuran isključiva osnova vjere. Riječ Kurana je vječni izraz božanstva, a njena povremena objava vezana je za Bogom odabrane nositelje (imame). Dok je u sunitskom islamu osnova vjere suglasnost zajednice s tradicionalnim uzorima, dotle su u šijita nositelji vjerskog autoriteta imami, u kojima se neprestano preporađa svjetlosna jezgra božanske prirode. Prema ortodoksnom šijitizmu ta se inkarnacija (arap: hulul) prenosi u obitelji Muhamedovih, odnosno Alijevih potomaka do dvanaestog koljena. Svaki je imam duhovni vođa svoga vremena, ravan Muhamedu. Tko ga ne prepozna, umire u tami i grijehu.
Vjera u neprekidnost božanskih inkarnacija otvara šira područja mašti i spekulaciji nego sunitski tradicionalizam. Zato su u šijitske sekte lakše prodirali strani kulturni uticaji, među kojima prvenstveno indo-iranski misticizam. Šijiti se od sunita razlikuju po tome, što imaju male razlike u pranju prije ulaska u džamiju i pokretima tijekom molitve, no, suniti i šijiti mogu se moliti u istoj džamiji.
Šijitska doktrina se zasnivala na nasljednicima Huseina, mučenika iz Karbale koji je imao sina i unuka, od kojih nijedan nije ispunio očekivanja i nade šijita.
Procjene broja šijita među muslimanima kreću se od 10 do 15%, ovisno do statistike; statistički podaci za šijite se ne smatraju sasvim pouzdanim zbog političke i vjerske diskriminacije.
Šijiti su većina u Iranu, Azerbajdžanu i Iraku. Značajnih šijitskih manjina ima i u Pakistanu, Indiji, Afganistanu, Libanonu, Jemenu, Bahreinu i ostalim zemljama Perzijskog zaljeva.